# Principio di complementarità

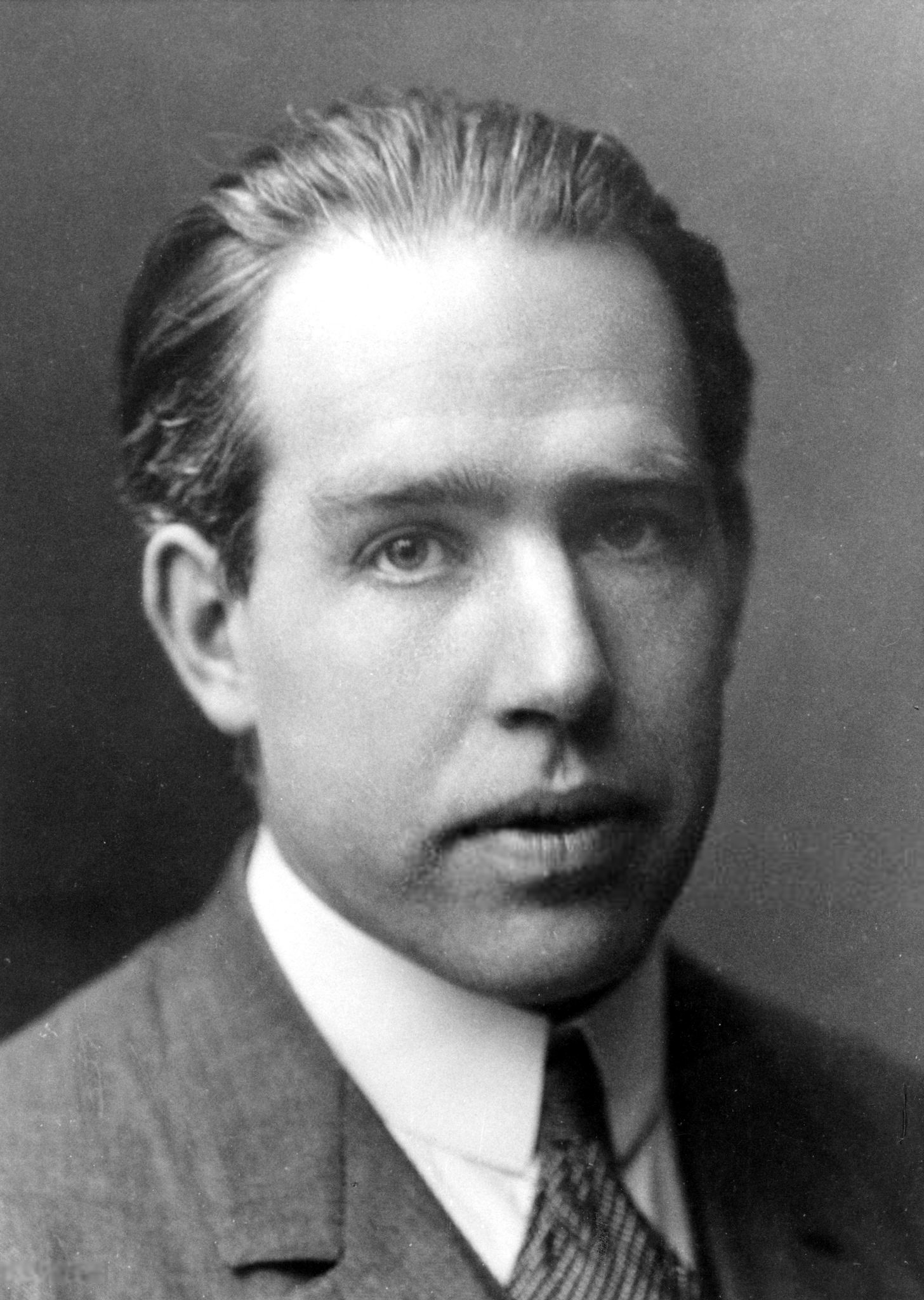
Niels Bohr

In meccanica quantistica il principio di complementarità afferma che il dualismo, ossia il duplice aspetto di alcune rappresentazioni fisiche dei fenomeni a livello atomico e subatomico non può essere osservato contemporaneamente durante lo stesso esperimento.
Fu enunciato da Niels Bohr al Congresso internazionale dei fisici del 1927 (tenutosi a Como in occasione del centenario della morte di Alessandro Volta), rendendo in qualche modo i dualismi quantistici, in particolare quello fra natura corpuscolare e ondulatoria (dualismo onda-particella), meno stridenti con la concezione della fisica classica e con la logica.

## Corpuscoli e onde
Fino alla fine dell'Ottocento con la fisica classica le leggi della meccanica di Newton descrivevano il mondo macroscopico, non solo dei fenomeni meccanici, ma anche di quelli termici e acustici, mentre per i fenomeni elettromagnetici si ricorreva alle leggi di Maxwell. Perciò fenomeni meccanici e ondulatori rimanevano sostanzialmente distinti. Quando però si iniziò a studiare il mondo su piccola scala, ci si rese conto delle contraddizioni che questa suddivisione comportava: mentre da un lato la diffrazione degli elettroni evidenziava l'aspetto ondulatorio delle particelle, che quindi mostravano di possedere entrambi i comportamenti validando l'ipotesi di de Broglie, dall'altro lo spettro del corpo nero (1900), l'effetto fotoelettrico (1905), l'effetto Compton (1926) e l'emissione spontanea (1927) potevano essere spiegati solo ammettendo che le onde elettromagnetiche fossero formate da corpuscoli aventi energia con un valore fisso e indivisibile (quanti), detti poi fotoni.

## Altri dualismi
La meccanica quantistica contempla diversi altri dualismi, come ad esempio:
- Posizione e quantità di moto
- Energia e intervallo temporale
- Spin su diversi assi

## Complementarità
Trovandosi di fronte a contraddizioni, Bohr le considerò solo apparenti e le risolse postulando che gli aspetti duali sono complementari, in senso concettuale, ma anche fisico, in quanto escludentisi a vicenda: l'osservazione dell'uno in un singolo processo sperimentale preclude cioè quella dell'altro. La versione originale di complementarità fu tra la rappresentazione spazio-temporale e la causalità, a cui affiancò quella tra la rappresentazione corpuscolare e ondulatoria.
La situazione fu così descritta da Heisenberg: «Anche se esiste un corpo di leggi matematiche "esatte", queste non esprimono relazioni tra oggetti esistenti nello spazio-tempo; è vero che approssimativamente si può parlare di "onde" e "corpuscoli", ma le due descrizioni hanno la stessa validità. Per converso, la descrizione cinematica di un fenomeno necessita dell'osservazione diretta; ma poiché osservare significa interagire, ciò preclude la validità rigorosa del principio di causalità.»
In altre parole:
- o descriviamo i fenomeni nello spazio-tempo, tenendo però conto delle limitazioni date dal principio di indeterminazione di Heisenberg;
- o usiamo relazioni causali espresse da leggi matematiche, e allora la descrizione nello spazio-tempo diventa impossibile.